# 2018 로드 FC 대회
2018 로드 FC 대회는 대한민국의 종합격투기단체  로드 FC의 2018년도 대회에 관하여 다루고 있다. 2018년은 로드 FC의 출범 8년째가 되는 해이다. 총 6개의 대회가 개최되었으며 로드 FC 046 대회로 시작해 Road FC 051 XX 대회로 끝이 났다.

## 이벤트 목록
| # | 대회명                   | 메인이벤트               | 날짜             | 경기장                    | 장소          |
| - | ------------------------ | ------------------------ | ---------------- | ------------------------- | ------------- |
| 6 | Road FC 051 XX           | 함서희 vs. 박정은        | 2018년 12월 15일 | 그랜드힐튼서울 컨벤션센터 | 서울특별시    |
| 5 | Road FC 050              | 최무겸 vs. 이정영        | 2018년 11월 3일  | 충무체육관                | 대전광역시    |
| 4 | Road FC 049: in Paradise | 이은수 vs. 미즈노 타츠야 | 2018년 8월 18일  | 그랜드워커힐서울          | 서울특별시    |
| 3 | Road FC 048              | 최영 vs. 라인재          | 2018년 7월 28일  | 원주종합체육관            | 강원도 원주시 |
| 2 | Road FC 047              | 아오르꺼러 vs. 김재훈    | 2018년 5월 12일  | 캐딜락 아레나             | 중국 베이징   |
| 1 | Road FC 046              | 마이티 모 vs. 명현만     | 2018년 3월 10일  | 장충체육관                | 서울특별시    |

## Road FC 051 XX
샤오미 Road FC 051 XX 또는 로드 FC 051 x 로드 FC XX는 대한민국의 종합격투기 단체 로드 FC가 2018년 12월 15일 서울특별시 그랜드힐튼서울 컨벤션센터에서 개최한 대회이다. 본 대회에서는 여자부 리그 로드 FC XX(더블엑스)의 세번째 대회가 정규 넘버시리즈 로드 FC 051 대회 이후에 메인카드로서 펼쳐졌다.

### 대진 카드
1. ↑  로드 FC 여성부 아톰급 챔피언십

### 라운드 걸
- 임지우, 신해리

## Road FC 050
샤오미 로드 FC 050은 대한민국의 종합격투기 단체 로드 FC가 2018년 11월 3일 대전광역시 충무체육관에서 개최한 정규 넘버시리즈 대회이다.

### 배경
메인이벤트는 “테크니션” 최무겸과 “호랑이” 이정영의 페더급 타이틀 매치가 선택되었다. 이 대결은 최무겸에게는 챔피언 벨트를 지키기 위한 4차 방어전이었고 이정영에게는 챔피언 벨트를 뺏기 위해 최무겸에게 도전하는 시합이었다. 최무겸의 경우 2년 9개월 동안에 한 차례의 논타이틀을 포함하여 다섯 차례의 타이틀전을 치러냈으나, 이 대결을 앞두고 아무 부상도 없이 2년 여의 이유 없는 공백을 갖게 되었는데, 이것에 대해 그는 아쉬움을 토로했다. 그에게는 금전적인 부분 뿐 아니라, 경기력에도 영향을 미칠 수 있는 요인이었다. 이러한 상황과 겹쳐 그는 이정영 전이 선수 생활의 마지막임을 밝혔다. 코메인이벤트는 “부산 중전차” 최무배와 일본 격투계의 “살아있는 전설” 후지타 카즈유키의 대결이 선택되었다. 이 대결은 전설과 전설의 만남이었으며, 한일 격투기를 주름잡았으나 케이지 위에서 마주한 적은 없던 두 파이터가 긴 시간이 흘러 드디어 마주하게 된 대결이었다.

### 대진 카드
1. ↑  로드 FC 페더급 챔피언십

### 라운드 걸
- 임지우, 윤주하

## Road FC 049: in Paradise
샤오미 로드 FC 049: 인 파라다이스는 대한민국의 종합격투기 단체 로드 FC가 2018년 8월 18일 대한민국 서울 그랜드워커힐서울에서 개최한 정규 넘버 시리즈 대회이다.

### 라운드 걸
- 최슬기, 임지우

## Road FC 048
샤오미 로드 FC 048은 대한민국의 종합격투기 단체 로드 FC가 2018년 7월 28일 대한민국 강원도 원주시 원주종합체육관에서 개최한 정규 넘버 시리즈 대회이다.

### 결과
1. ↑  로드 FC 미들급 챔피언십

### 라운드 걸
- 최슬기, 임지우

## Road FC 047
샤오미 로드 FC 047은 대한민국의 종합격투기 단체 로드 FC가 2018년 5월 12일 중국 베이징 캐딜락 아레나에서 개최한 정규 넘버 시리즈 대회이다.

### 배경
본 대회에서는 무제한급 부문이 챔피언십 제도에서 그랑프리 제도로 변경되었고 2018 무제한급 그랑프리의 8강전이 진행되었다(하지만 중국과의 깊은 연계 속에 진행을 시작한 본 무제한급 그랑프리는 이후 사드 문제로 한중관계가 악화되면서 더 이상 진행되지 못했고 완전히 중단되었다).

### 결과
1. ↑  로드 FC 2018 무제한급 그랑프리 8강전
2. ↑  로드 FC 2018 무제한급 그랑프리 8강전
3. ↑  로드 FC 2018 무제한급 그랑프리 8강전
4. ↑  로드 FC 2018 무제한급 그랑프리 8강전
5. ↑  로드 FC 2018 무제한급 그랑프리 리저브

### 라운드 걸
- 최슬기, 임지우

## Road FC 046
샤오미 Road FC 046은 대한민국의 종합격투기 단체 로드 FC가 2018년 3월 10일 대한민국 서울특별시 장충체육관에서 개최한 정규 넘버시리즈 대회이다.

### 결과
1. ↑  로드 FC 페더급 타이틀 도전자 결정전
2. ↑  로드 FC 100만불 라이트급 토너먼트 4강전
3. ↑  로드 FC 100만불 라이트급 토너먼트 4강전

### 라운드 걸
- 최슬기, 임지우

## 같이 보기
- 로드 FC 챔피언 목록
- 로드 FC 대회 목록
- 현 로드 FC 선수 목록
- 로드 FC 어워즈